# Christopher Bechtler
Christopher (ursprünglich Christian) Bechtler (* 1782 in Pforzheim; † 1843 in Rutherfordton, North Carolina) war ein deutschstämmiger Goldschmied und Feinmechaniker. Bekannt und reich wurde er während des amerikanischen Goldrauschs durch seine Geschäftsidee, Berg- und Waschgold in standardisierte Dollarmünzen mit genau definiertem Metallgehalt umzuschmelzen. Er führte damit Dollarmünzen nach Goldstandard ein, die erst lange später auch durch die amerikanische Regierung übernommen und geprägt wurden. Bechtlerdollar sind bis heute begehrte Sammelobjekte. 

## Ausbildung und Test einer Goldwaschmaschine
Bechtler hatte in Pforzheim in der neu eröffneten Manufaktur das Goldschmied und Uhrmacherhandwerk erlernt. Nach spärlichen Goldfunden in Scheuersand aus dem Stubensandstein im benachbarten Sternenfels beantragte er eine Goldwaschkonzession und unternahm 1818 einen Großversuch in Sternenfels. Die Ausbeute blieb aber minimal. Dennoch meldete Bechtler die Maschine zum Goldwaschen 1819 im Großherzogtum Baden zum Patent an. Er wanderte 1829 mit seiner Frau, beiden Söhnen und einem Neffen über New York nach Amerika aus. Wohl im Zuge des ersten Goldrauschs im amerikanischen Süden wanderte er mit einer Zwischenstation in Philadelphia, wo er 1830 eine Uhrmacherwerkstätte betrieben hatte, nach North Carolina weiter.

## Private Herstellung von Dollargoldmünzen
In den Staaten wurde er nicht für die Goldwäschermaschine aber für seine Kenntnisse als Juwelier und Münzhersteller bekannt. Bechtler erkannte, dass Goldstaub und Nuggets als Tauschmittel eher unzulänglich waren, erhielt eine Lizenz und bot an, gegen Entgelt Goldmünzen zum Wert von $1, $2.50 und $5 mit genau definierten Gewicht und Goldgehalt herzustellen. Gegenüber anderen Münzherstellern zeichnete sich Bechtler durch hohe Verlässlichkeit und Genauigkeit aus. 
Seine private Münzstätte in Rutherford County, North Carolina wurde von 1831 bis in die 1850er Jahre von Bechtler bzw. seinen Nachfolgern betrieben. Bis zur Errichtung staatlicher Münzen in Georgia und North Carolina 1838 bzw. der Prägung erster amtlicher Dollargoldmünzen 1849 in Philadelphia hatte Bechtler ein Quasimonopol auf Dollarmünzen nach Goldstandard. Nach wurden in den Jahren 1831 bis 1841 von Bechtler über eine Million Goldmünzen geprägt, die heute als Sammlerstücke mehrere Tausend Papierdollar wert sind.